# Jeremy Zucker
Jeremy Scott Zucker (sinh ngày 3 tháng 3 năm 1996) là một ca sĩ và nhạc sĩ người Hoa Kỳ, nổi tiếng với các bài hát "Comethru" (2018), "All the Kids Are Depressed" (2018) và "You Were Good to Me" (2019). Kể từ lần đầu tiên bắt đầu xuất bản âm nhạc vào năm 2015, Zucker đã phát hành nhiều EP và hai album đầy đủ, Love Is Not Dying (2020) và Crusher (2021).

## Tiểu sử
Xuất thân từ Franklin Lakes, New Jersey, Zucker lớn lên trong một gia đình âm nhạc với cha mẹ và hai anh trai. Khi còn là học sinh tại Trường trung học Ramapo, anh ấy bắt đầu sáng tác nhạc trong phòng ngủ của mình và sau đó tham gia một ban nhạc tên là "Foreshadows". Bài hát đầu tiên anh ấy từng viết thực ra là về chứng sợ độ cao của anh trai mình. Sau khi tốt nghiệp trung học, anh ấy theo học tại Cao đẳng Colorado, nơi anh ấy tốt nghiệp vào năm 2018 với bằng sinh học phân tử. Trước khi sản xuất âm nhạc của riêng mình, công việc đầu tiên của anh ấy là hướng dẫn viên trượt tuyết.

## Sự nghiệp

### 2015–2019:Beach Island,Breathe,Motionsvàglisten
Năm 2015, Zucker phát hành EP đầu tay Beach Island. Anh ấy đã phát hành Breathe chứa bản hit đột phá "'Bout It" vào tháng 12 năm 2016. Năm 2017, Zucker phát hành Motions, bao gồm bài hát "Heavy", sau này Blackbear phối lại thành "Make Daddy Proud" và đưa vào album Digital Druglord của anh ấy. Zucker và Blackbear sau đó đã hợp tác trong đĩa đơn "Talk Is Overrated" trong EP Idle của Zucker. Zucker đã phát hành Stripped. vào tháng 2 năm 2018, tiếp theo là Glisten vào tháng 5 năm 2018. Vào tháng 9 năm 2018, Zucker phát hành Summer,, trong đó có bài hát "Comethru." Anh ấy đã viết "Comethru" để đáp lại việc tốt nghiệp đại học vào tháng 5 năm 2018 và chuyển về ngôi nhà thời thơ ấu của mình ở New Jersey.

### 2019-nay:brent,love is not dying,brent iivàCRUSHER
Năm 2019, Zucker hợp tác với ca sĩ Chelsea Cutler trong You Were Good to Me. Bài hát là đĩa đơn chính trong EP Brent hợp tác đầu tiên của họ được phát hành vào ngày 19 tháng 4 năm 2019.
Vào ngày 26 tháng 7, Zucker phát hành Oh, Mexico, đĩa đơn chủ đạo cho album đầu tay Love Is Not Dying. Các đĩa đơn tiếp theo Always, I'll Care, Not Ur Friend và Julia lần lượt được phát hành vào ngày 7 tháng 2 năm 2020, ngày 28 tháng 2 và ngày 24 tháng 3, dẫn đến việc phát hành album vào ngày 17 tháng 4. Album là một tuyển tập tự truyện gồm các bài hát được thu âm tại Brooklyn trong nửa cuối năm 2019. Vào ngày 24 tháng 7, anh ấy đã phát hành đĩa đơn "Supercuts". Anh ấy đã thể hiện bài hát "Backyard Boy" và "Nothing's the Same" của Claire Rosinkranz với Alexander 23.
Vào ngày 15 tháng 1 năm 2021, Zucker và Cutler phát hành This Is How You Fall In Love và họ tổ chức chương trình phát trực tiếp Brent: Live on the Internet nơi họ giới thiệu Brent II, được phát hành vào ngày 5 tháng 2. Bắt đầu từ tháng 6 năm 2021 , Zucker đã phát hành các bài hát 18 vào ngày 24 tháng 6, Honest vào ngày 23 tháng 7, Cry With You vào ngày 20 tháng 8 và Therapist vào ngày 17 tháng 9 dưới dạng đĩa đơn cho album thứ hai của anh ấy Crusher được phát hành vào ngày 1 tháng 10 năm 2021.

## Danh sách đĩa nhạc

### Đĩa mở rộng
- Beach Island (2015)
- Breathe (2015)
- Motions (2016-2017)
- idle (2017)
- stripped. (2018)
- glisten (2018)
- summer, (2018)
- brent (2019)
- brent ii (2021)

### Đĩa đơn
- "Melody" (2015)
- "Flying Kites" (2015)
- "Bout it" (với Daniel James và Benjamin O) (2015)
- "Peace Sings" (2016)
- "Weakness" (2016)
- "Paradise" (với Cisco the Nomad) (2016)
- "When You Wake Up" (2016)
- "Upside Down " (với Daniel James) (2016)
- "Idk Love" (2017)
- "All the kids are depressed" (2018)
- "Comethru" (2018)
- "You were good to me" (với Chelsea Cutler) (2019)
- "Oh, Mexico" (2019)
- "Always, i'll care" (2020)
- "Not ur friend" (2020)
- "Julia" (2020)